# François Jules Devinck
Pour les articles homonymes, voir Devinck.
François Jules Devinck, né dans l'ancien 1er arrondissement de Paris le 26 avril 1802 et mort le 20 novembre 1878 dans le 1er arrondissement de Paris, est un industriel (chocolatier) et homme politique français du XIXe siècle.

## Biographie
François Jules Devinck est le fils de Laurent François Devinck (1743-1818) et de Julie Madeleine Archdeacon (1777-1858). Il épouse Aglaé Marguerite Santerre, fille d'un raffineur de sucre.
En 1830, François Jules Devinck fonda une fabrique de chocolat à Paris. Cette entreprise était dotée de machines novatrices conçues par le contremaitre de Devinck, Armand Daupley, et présentées avec succès aux expositions universelles de 1862 et 1867. La maison Devinck fut, avec l'entreprise Menier, l'une des principales chocolateries françaises du XIXe siècle.

Juge consulaire au tribunal de commerce de Paris depuis 1837, Devinck en fut élu président en 1848. Membre de tous les corps constitués intéressant la bourgeoisie d'affaires parisienne (chambre de commerce, conseil général de l'agriculture, du commerce et des manufactures, commission municipale et départementale de la Seine), il fut décoré de la Légion d'honneur (chevalier en 1844, officier en 1849, commandeur en 1860, puis grand officier en 1867).

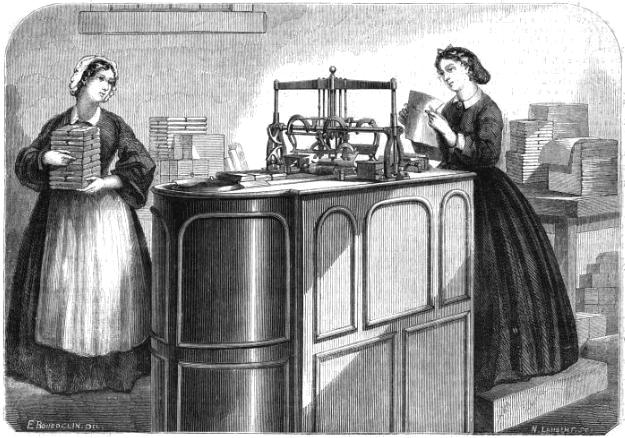
Machine à envelopper le chocolat (1862).
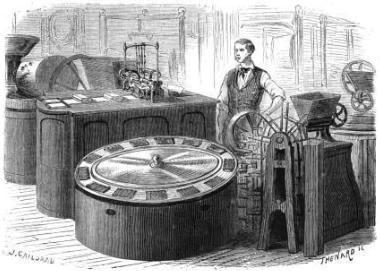
Moulin à broyer le cacao (1867).

En 1851, le général Magnan démissionna de son mandat de député à l'Assemblée nationale législative. Afin de le remplacer, une élection complémentaire fut organisée le 30 novembre.

Ce scrutin avait pour particularité d'appliquer une nouvelle loi électorale, la loi du 31 mai 1850, qui excluait de nombreux citoyens des classes populaires et qui avait été votée par une majorité conservatrice voire réactionnaire. Or, cette dernière, dirigée par Adolphe Thiers, était en conflit avec le président de la République, Louis-Napoléon Bonaparte (futur Napoléon III), qui souhaitait réviser la Constitution pour rendre possible sa réélection en 1852 et qui s'était déclaré favorable à l'abrogation de la loi du 31 mai.

Dans ce contexte, les partisans du président appelèrent à l'abstention, mais les Parisiens élurent tout de même le candidat conservateur, Devinck. Les bonapartistes, comme Horace de Viel-Castel, y virent un défi lancé par la bourgeoisie de la capitale : « La bourgeoisie de Paris est toujours la même race vaniteuse et incapable, qui laisse passer toutes les révolutions ; ils jouent comme les enfants avec les allumettes chimiques et sont très étonnés d'incendier leurs maisons. Le candidat qui réunit les suffrages est un ancien [sic] chocolatier nommé Devinck, vaniteux bourgeois, un de ces hommes qui aiment à donner, comme en 1848, des leçons au pouvoir. »

Le député élu n'eut cependant jamais l'occasion de siéger à l'assemblée républicaine, le régime ayant été renversé quelques jours plus tard par le coup d’État du 2 décembre 1851.
Le nouveau régime ne fut pas rancunier envers Devinck, auquel il attribua son investiture officielle à trois reprises, lors des élections de 1852, de 1857, de 1863 et de 1869. Ainsi réélu dès 1852, Devinck siégea au sein de la majorité bonapartiste, fut rapporteur du budget à plusieurs reprises et prit surtout part aux débats financiers. Au début des années 1860, il se montra favorable à la libéralisation du régime et à un système plus parlementaire.

Aux élections de 1863, malgré le soutien du préfet Haussmann, il fut battu par l'opposant Thiers, faisant ainsi les frais de rumeurs qui annonçaient sa nomination au Sénat. Il tenta de reconquérir son siège en 1869, mais Thiers fut réélu au second tour malgré le maintien du républicain d'Alton-Shée.
Devinck était un joueur passionné d'échecs et présida le cercle des échecs de Paris. Il disputa quatre parties avec avantage contre Paul Morphy en 1858  (résultat : deux défaites et deux parties nulles).
Il est enterré au cimetière du Père-Lachaise (27e division).

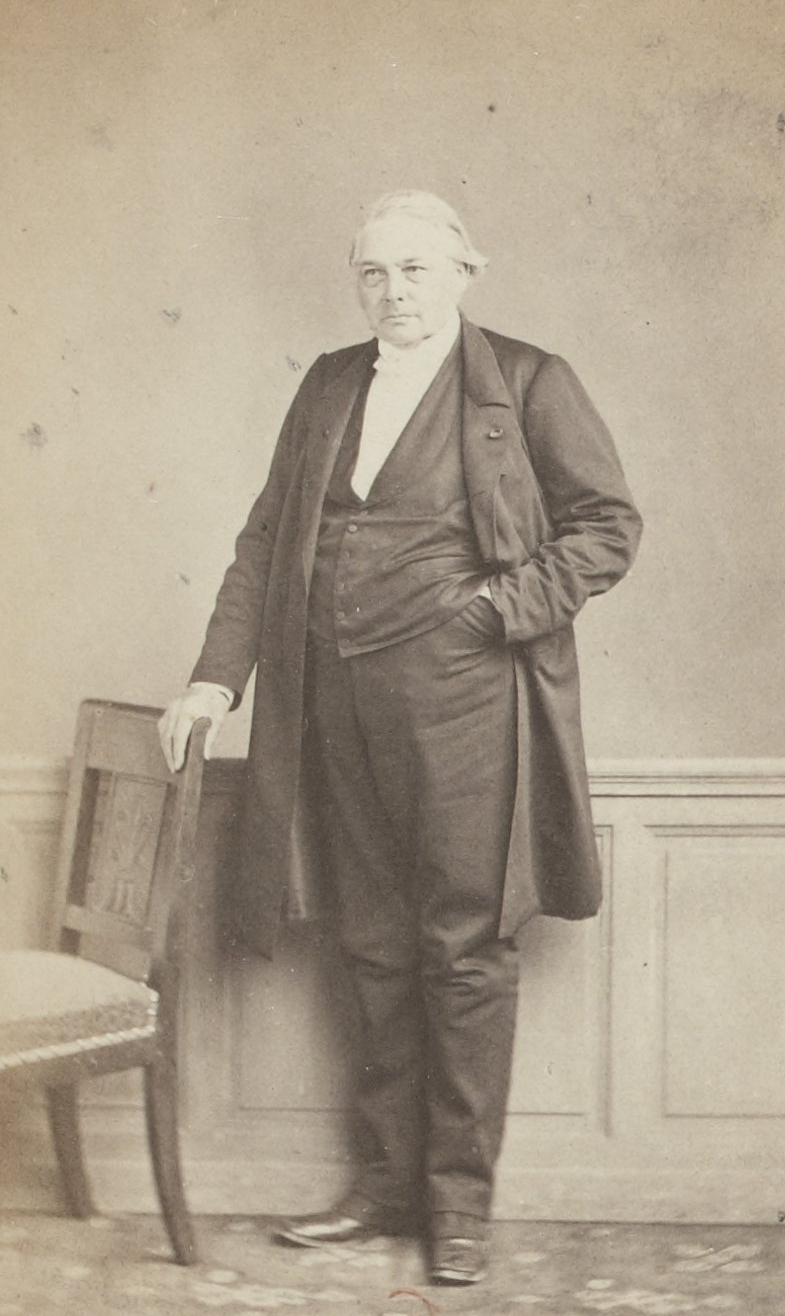
Le député Devinck, dans lAlbum des députés du Corps Législatif entre 1852 et 1857